# Mer (Loir-et-Cher)
Mer is een gemeente in het Franse departement Loir-et-Cher (regio Centre-Val de Loire). De plaats maakt deel uit van het arrondissement Blois. Mer telde op 1 januari 2022 6.294 inwoners.
De gemeente heeft vier beschermde gebouwen of historische monumenten:
- Kasteel van Chantecaille (15e tot 17e eeuw)
- Kerk Saint-Aignan (12e, 16e en 17e eeuw)
- Kerk Saint-Hilaire (11e, 15e en 16e eeuw)
- Markthal (3e kwart van de 19e eeuw)

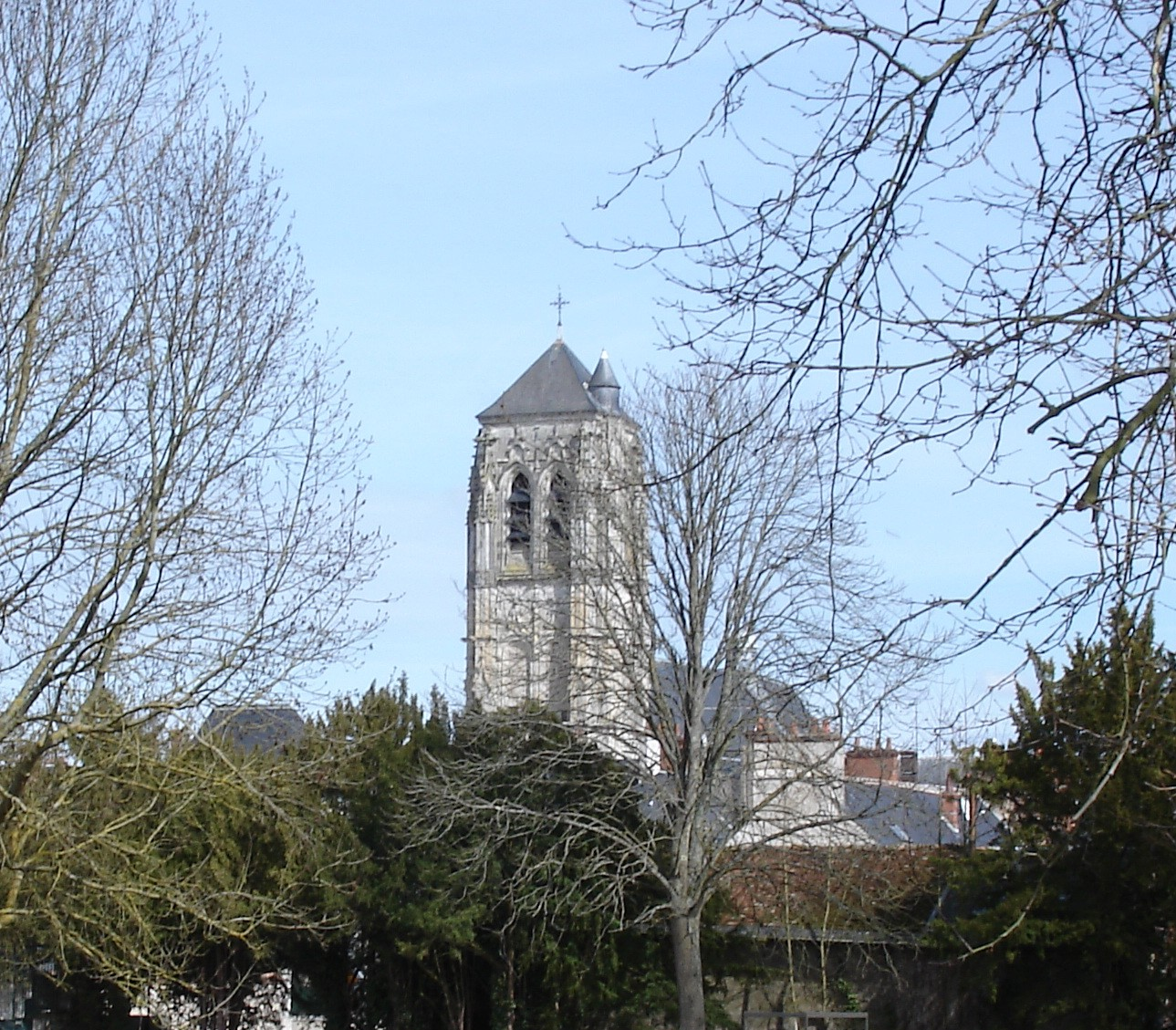
Kerk Saint-Hilaire in Mer
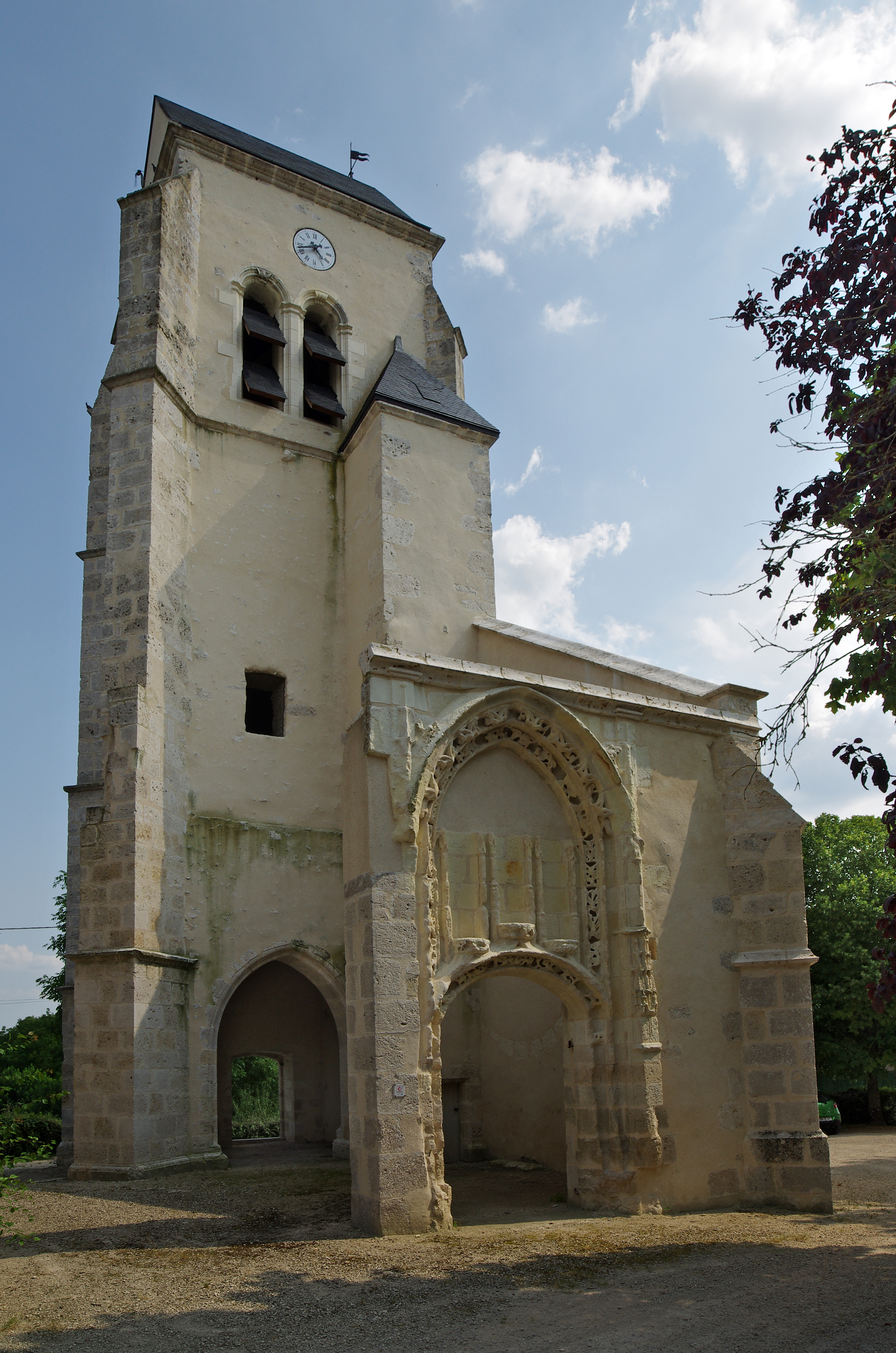
Kerk Saint-Aignan in het gehucht Herbilly
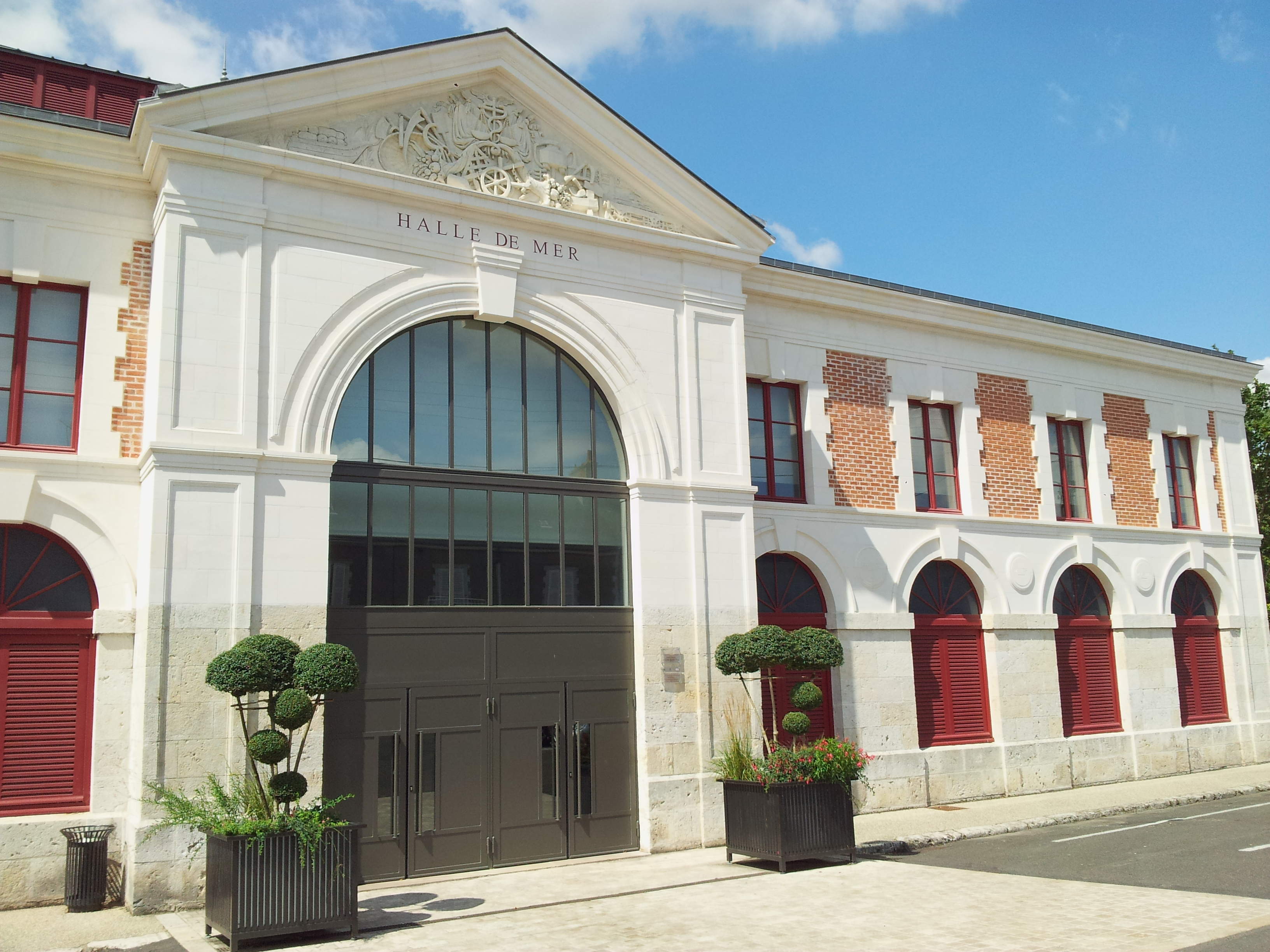
Markthal
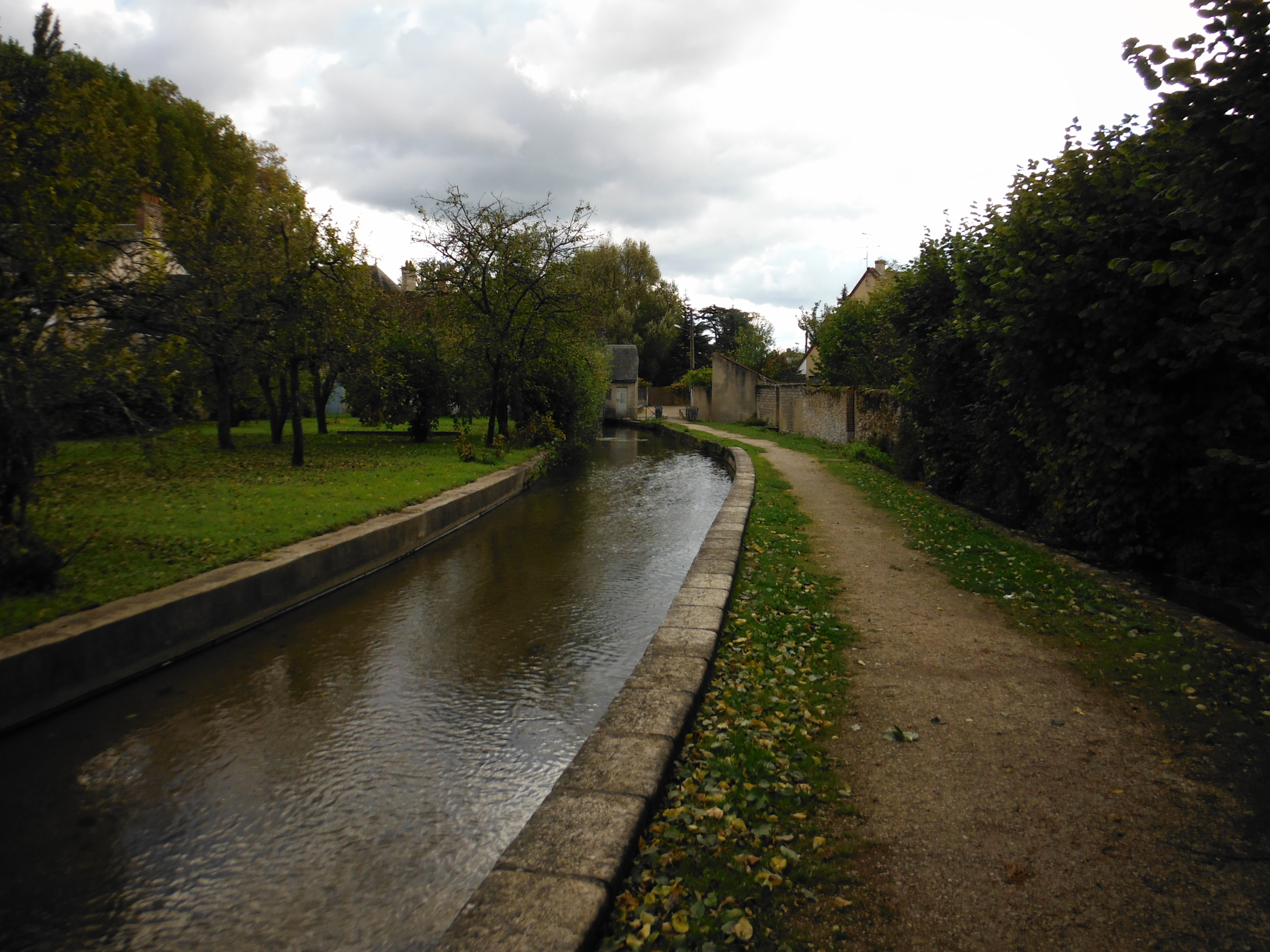
De Tronne
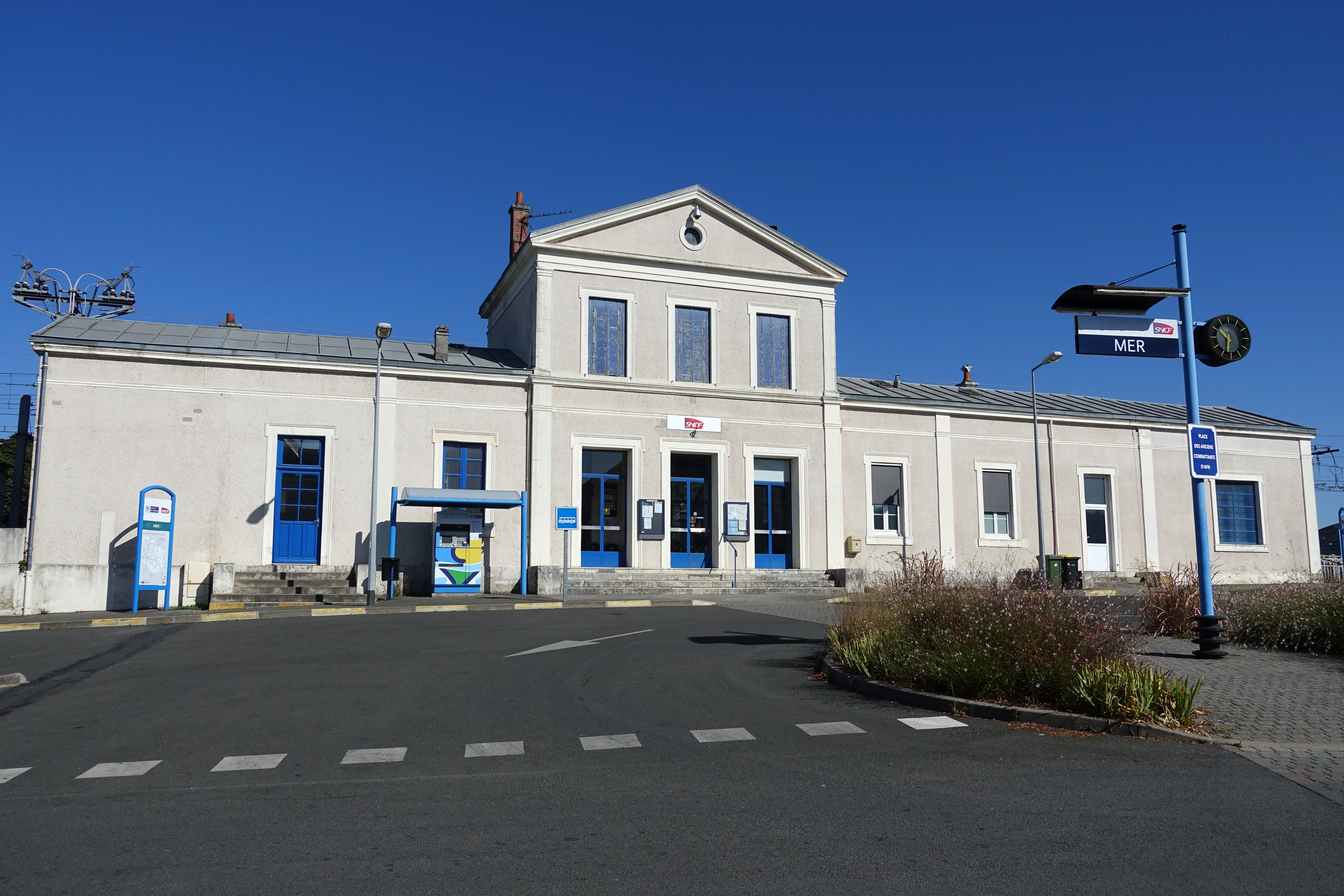
Het station van Mer

## Geografie
De oppervlakte van Mer bedroeg op 1 januari 2022 26,47 vierkante kilometer; de bevolkingsdichtheid was toen 237,8 inwoners per km². De plaats ligt op 18 km van Blois. De belangrijkste waterloop is de Tronne, een zijrivier van Loire. Tussen Mer en Suèvres is er een vijver van 21 ha in een voormalige steengroeve.
De onderstaande kaart toont de ligging van Mer (Loir-et-Cher) met de belangrijkste infrastructuur en aangrenzende gemeenten.

## Demografie
In 1793 telde de gemeente ongeveer 4.500 inwoners. Het inwoneraantal bleef redelijk stabiel tussen 3.500 en 4.000 gedurende de 19e eeuw en het begin van de 20e eeuw. Tussen 1931 en 1946 was er een terugval van het bevolkingsaantal naar ongeveer 2.800 mensen. Daarna volgde een groei.
Onderstaande figuur toont het verloop van het inwonertal (bron: INSEE-tellingen).